# 海洋系列卫星
海洋系列衛星為中華人民共和國自主研制和發射的海洋監測衛星，此系列衛星共分為一號、二號和三號。

## 海洋一號
海洋一號（HY-1）衛星是海洋水色监测衛星。
海洋一號A（HY-1A）衛星已於2002年5月15日發射，設計壽命兩年，實際運行685日。它上裝有兩台遙感器，一台是10波段的水色掃描儀，另一台是4波段的CCD海岸带成像儀。衛星的主要任務分別是探測海洋水色環境要素（如葉綠素濃度、懸浮泥沙含量、可溶性有機物）、水溫、污染物及淺海水深和水下地形。
海洋一號B（HY-1B）衛星已於2007年4月11日發射，為HY-1A的接替星，設計壽命3年。
海洋一号C（HY-1C）卫星已于2018年9月7日发射。
海洋一号D（HY-1D）卫星已于2020年6月11日在太原卫星发射中心由长征二号丙运载火箭成功发射。

## 海洋二號
海洋二號（HY-2）衛星是海洋動力環境监测衛星，主要任務是探測海洋的海面風場、溫度場、海面高度、浪場、流場等數據。衛星採用資源一號衛星平臺。
海洋二号A（HY-2A）已于2011年8月16日发射。
海洋二号B（HY-2B）已于2018年10月25日发射。
海洋二号C（HY-2C）已于2020年9月21日发射。
海洋二号D（HY-2D）已于2021年5月19日发射。

## 海洋三號
海洋三號（HY-3）是海洋監視監測衛星，主要任務是探測海上目標和對海洋環境進行實時監測，實現全天時、全天候海面目標與環境監測。衛星將採用資源二號衛星平臺。
試驗星高分三號已于2016年8月10日发射。

## 卫星列表
| 序号   | 卫星                                    | COSPAR ID | 卫星目录序号 | 发射时间（UTC+8）              | 发射地点         | 火箭                                               | 轨道         | 状态     |
| ------ | --------------------------------------- | --------- | ------------ | ------------------------------ | ---------------- | -------------------------------------------------- | ------------ | -------- |
| 1      | 海洋一号A卫星                           | 2002-024A | 27430        | 2002年5月15日 09时50分         | 太原卫星发射中心 | 长征四号乙运载火箭 （遥五）                        | 太阳同步轨道 | 停止工作 |
| 2      | 海洋一号B卫星                           | 2007-010A | 31113        | 2007年4月11日 11时27分15.033秒 | 太原卫星发射中心 | 长征二号丙运载火箭 （遥十八）                      | 太阳同步轨道 | 停止工作 |
| 3      | 海洋二号A卫星                           | 2011-043A | 37781        | 2011年8月16日 06时57分19.319秒 | 太原卫星发射中心 | 长征四号乙运载火箭 （遥十四）                      | 太阳同步轨道 | 运行中   |
| 不適用 | 高分三号卫星 （海洋三号试验星）         | 2016-049A | 41727        | 2016年8月10日 06时55分25.077秒 | 太原卫星发射中心 | 长征四号丙运载火箭 （遥十九）                      | 太阳同步轨道 | 运行中   |
| 4      | 海洋一号C卫星                           | 2018-068A | 43609        | 2018年9月7日 11时15分          | 太原卫星发射中心 | 长征二号丙运载火箭 （遥三十九）                    | 太阳同步轨道 | 运行中   |
| 5      | 海洋二号B卫星                           | 2018-081A | 43655        | 2018年10月25日 06时57分        | 太原卫星发射中心 | 长征四号乙运载火箭 （遥三十四）                    | 太阳同步轨道 | 运行中   |
| 6      | 海洋一号D卫星                           | 2020-036A | 45721        | 2020年6月11日 02时31分         | 太原卫星发射中心 | 长征二号丙运载火箭 （遥四十）                      | 太阳同步轨道 | 运行中   |
| 7      | 海洋二号C卫星                           | 2020-066A | 46469        | 2020年9月21日 13时40分         | 酒泉卫星发射中心 | 长征四号乙运载火箭 （遥四十一）                    | 低地球轨道   | 运行中   |
| 8      | 海洋二号D卫星                           | 2021-043A | 48621        | 2021年5月19日 12时03分         | 酒泉卫星发射中心 | 长征四号乙运载火箭 （遥四十八）                    | 低地球轨道   | 运行中   |
| 9      | 海洋三号01星 （新一代海洋水色观测卫星） | 2023-176A | 58349        | 2023年11月16日 11时55分        | 酒泉卫星发射中心 | 长征二号丙运载火箭 （遥五十六） /远征一号S（遥九） | 太阳同步轨道 | 运行中   |
| 10     | 海洋四号01星 （海洋盐度探测卫星）       | 2024-208A | 61936        | 2024年11月14日 6时42分         | 太原卫星发射中心 | 长征四号乙运载火箭 （遥五十三）                    | 太阳同步轨道 | 运行中   |